# Zespół Szkół Leśnych w Biłgoraju
Zespół Szkół Leśnych w Biłgoraju – placówka oświatowa w Biłgoraju, która skupia szkoły średnie (ponadpodstawowe) o profilu kształcenia ukierunkowanym na gospodarkę leśną. Jedna z 11 szkół leśnych na terenie Polski.

## Informacje organizacyjne
W skład zespołu wchodzą (2019) dwie szkoły:
- Technikum Leśne im. Polskiego Towarzystwa Leśnego,
- Branżowa Szkoła Leśna I Stopnia.

Zespół Szkół Leśnych w Biłgoraju, ze względu na specjalistyczny charakter kształcenia, nie jest – jak inne szkoły średnie – jednostką samorządu powiatowego. Nadzór nad szkołą sprawuje bezpośrednio minister właściwy do spraw środowiska. 

## Historia placówki
Powstanie szkoły o profilu leśnym w Biłgoraju było spowodowane bliskością Puszczy Solskiej. Celem utworzenia placówki było przygotowanie miejsca, którego absolwenci będą przygotowani do pracy w różnych działach gospodarki leśnej.
Na wniosek Prezydium Wojewódzkiej Rady Narodowej w Lublinie ówczesny Minister Leśnictwa i Przemysłu Drzewnego inż. Roman Gesing pismem z dnia 13 czerwca 1964 roku polecił utworzyć od 1 września 1964 roku klasę filialną Technikum Leśnego w Krasiczynie z siedzibą w Biłgoraju. Od roku szkolnego 1964/1965 filia działała korzystając z obiektów innych placówek szkolnych miasta, m.in. Zasadniczej Szkoły Zawodowej w Biłgoraju (obecnie Zespół Szkół Zawodowych i Ogólnokształcących przy ulicy Przemysłowej). W drugiej połowie lat 60. XX w. wybudowano obiekty dydaktyczne, z których szkoła nadal korzysta. 3 stycznia 1970 decyzją władz ministerialnych Technikum Leśne w Biłgoraju uzyskało samodzielność organizacyjną. Nazwa – Zespół Szkół Leśnych w Biłgoraju – obowiązuje od stycznia 1987.
W strukturze organizacyjnej szkoły funkcjonowały także:
- Liceum Techniczne 2000–2004
- Policealne Studium Leśne 2001
- Liceum Profilowane 2002–2008
- Zasadnicza Szkoła Leśna 2002–2009
- Policealne Studium Leśne dla dorosłych 2003 (przekształcone w 2005 r. w Szkołę Policealną Leśną dla dorosłych) 2003–2008
- Technikum Leśne po ZSZ, Uzupełniające i Technikum Uzupełniające dla dorosłych 1989 – 2009

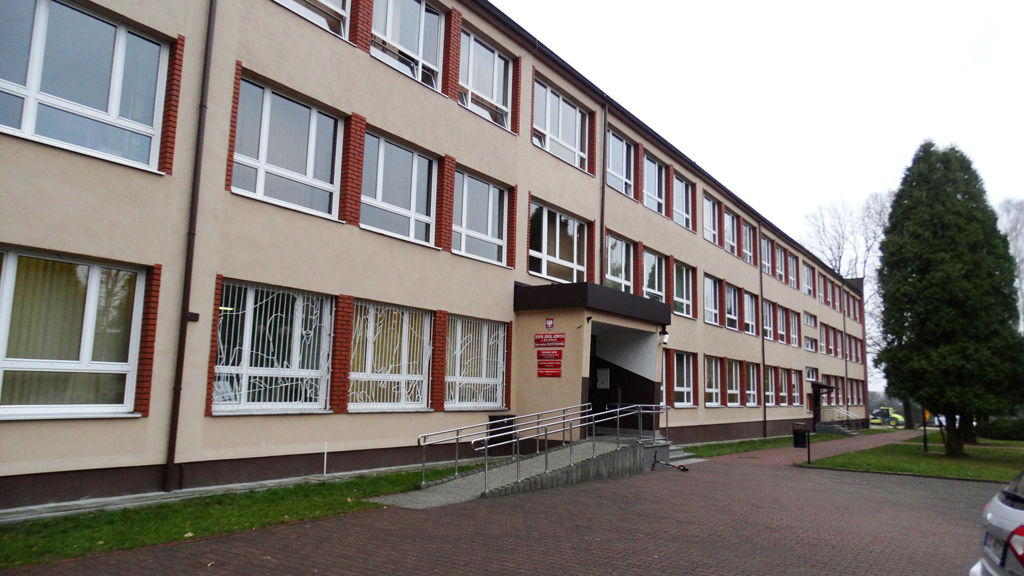
Budynek Zespołu Szkół Leśnych w Biłgoraju, 2023

## Dyrektorzy
W latach 1964–1969 szkołą zarządzał Józef Chwała, dyrektor Technikum Leśnego w Krasiczynie. Dyrektorem do spraw pedagogicznych był Czesław Wolanin, który z chwilą powołania samodzielnego Technikum Leśnego w Biłgoraju został Dyrektorem Szkoły. Z dniem 1 października 1987 Naczelny Dyrektor Lasów Państwowych powołał na to stanowisko Henryka Studnickiego. Kadencja zakończyła się z dniem 31 sierpnia 2007 roku.
W dniu 1 września 2007 roku nastąpiła zmiana na stanowisku dyrektora szkoły. Stanowisko objęła Barbara Serafin, która zarządzała szkołą do 14 lutego 2023 roku.
W dniu 15 lutego 2023 roku stanowisko dyrektora szkoły objął Adam Przytuła.

## Baza dydaktyczna
Zespół Szkół Leśnych w Biłgoraju posiada główny gmach szkolny, w którym prowadzone są zajęcia dydaktyczne. Oprócz tego w skład jednostki wchodzą internat z miejscami dla 320 uczniów, zaplecze sportowe i las doświadczalny. Placówka współpracuje m.in. z Lasami Państwowymi, Nadleśnictwem Biłgoraj i kołami łowieckimi, wyposażona jest w specjalistyczny sprzęt używany w różnych działach gospodarki leśnej.
Wszystkie obiekty Zespołu Szkół Leśnych znajdują się przy ulicy Polnej, w osiedlu Rożnówka.

## Osiągnięcia
Szkoła została oznaczona srebrną tarczą „Najlepsze technika w Polsce” w rankingu miesięcznika „Perspektywy” w latach 2014, 2015, 2016, 2018, 2019, 2020, 2022, 2023, natomiast w 2017 – tarczą złotą. W 2024 technikum leśne ponownie uzyskało tytuł „srebrnej szkoły”.
W 2011 roku Uczniowski Klub Sportowy przy Zespole Szkół Leśnych w Biłgoraju został wicemistrzem Polski Amatorskiej PlusLigi w piłce siatkowej. W latach 2017 oraz 2023 szkoła zdobyła I miejsce w Mistrzostwach Polski Szkół Leśnych Ministra Klimatu i Środowiska w piłce siatkowej.
W 2019 roku na XI Mistrzostw Polski Szkół w Umiejętnościach Leśnych pod patronatem Ministerstwa Klimatu i Środowiska oraz Dyrekcji Generalnej Lasów Państwowych reprezentacja szkoły zajęła I miejsce w klasyfikacji ogólnej drużyn. Szkoła wzięła również udział w XVIII Mistrzostwach Europy w umiejętnościach leśnych szkół.

## Patron szkoły
W 2009 roku odbyła się uroczystość nadania Technikum Leśnemu w Biłgoraju imienia Polskiego Towarzystwa Leśnego. W wydarzeniu uczestniczył podsekretarz stanu w Ministerstwie Środowiska, Główny Konserwator Przyrody Janusz Zaleski. Marian Pigan, dyrektor generalny Lasów Państwowych uhonorował Szkołę Kordelasem Leśnika Polskiego za szczególne zasługi na rzecz Lasów Państwowych i gospodarki leśnej.

## Absolwenci
Do absolwentów szkoły należy m.in. Marian Pigan, dyrektor generalny Lasów Państwowych w latach 2008–2012.